# Света Параскева (Литохоро)
Вижте пояснителната страница за други значения на Света Параскева.
„Света Параскева“ (на гръцки: Αγίας Παρασκευής) е православна църква край Литохоро, Егейска Македония, Гърция, част от Китроската, Катеринска и Платамонска епархия. Построена е в 1904 година според запазения ктиторски надпис. В архитектурно отношение църквата е еднокорабна базилика. Конхата на светилището е от дялани камъни и е със слепи арки. В храмът е запазен оригинален резбован иконостас, както и резбованата ограда на женската църква. В 1995 година храмът е обявен за защитен паметник на културата.